# Бабушка (фильм, 2021)
«Ба́бушка» (исп. La abuela, фр. Abuela) — испанско-французский фильм ужасов 2021 года режиссёра Пако Пласы по сценарию Карлоса Вермута. Главные роли исполнили Альмудена Амор и Вера Вальдес. Сюжет повествует о модели, которая ухаживает за своей недееспособной бабушкой и вскоре замечает странности в её поведении.
Мировая премьера состоялась 22 сентября 2021 года на 69-м Международном кинофестивале в Сан-Себастьяне. Фильм был выпущен в Испании 28 января 2022 года, во Франции — 6 апреля 2022 года.

## Сюжет
Основные события разворачиваются в Мадриде. Пожилая женщина входит в квартиру, где она обнаруживает мёртвую старуху на полу и наполовину съеденный именинный торт на столе. Затем в комнату заходит молодая обнажённая блондинка. Пожилая женщина радостно встречает девушку, опускается на колени и целует её.
Далее действие сосредотачивается на модели Сусане, работающей в Париже. Она оставляет своей бабушке Пилар сообщение по телефону, что не приедет в Мадрид на её и свой день рождения, которые совпадают. Через некоторое время Сусане сообщают из мадридской больницы, что у её бабушки произошло кровоизлияние в мозг. Будучи единственной оставшейся в живых родственницей Пилар, Сусана отправляется в Мадрид. Выясняется, что Пилар — та самая пожилая женщина из вступительной сцены.
Сусана забирает недееспособную Пилар в её дом, чтобы заботиться о ней. Вскоре она замечает необычные признаки поведения бабушки, такие как шёпот и беспричинный смех. Затем по ночам Сусане начинают сниться тревожные кошмары. Однажды Сусана обнаруживает, что к Пилар приходит молодая женщина по имени Ева. Девушка рассказывает ей, что она является племянницей Хулиты, лучшей подруги Пилар. Ева утверждает, что они уже встречались ранее, однако Сусана заявляет, что не помнит их. Позже Сусана находит свой детский дневник и в ходе его чтения вспоминает вечеринку по случаю дня рождения, когда она впервые встретила Еву и Хулиту. Тогда обе девочки прошли странный ритуал, во время которого им отрезали прядь волос. Сусана также вспоминает, что с того дня ей стали сниться кошмары, связанные с её бабушкой. Она начинает подозревать, что Пилар ходит по квартире ночью.
Всё больше беспокоясь прошлым своей бабушки, Сусана нанимает ей сиделку, однако та погибает от «заговора» Пилар. После этого Сусана понимает, что Пилар — ведьма со сверхъестественными способностями. В тот же день, когда Сусана отвозит её в дом престарелых, там вспыхивает пожар с человеческими жертвами, и Пилар возвращается в свою квартиру. Сусана решает вернуться в Париж, и во время ужина она добавляет яд в суп Пилар. Затем звонит телефон, и Сусана в трубке слышит голос Евы, которая называет её как Пилар. Сусана отвечает отрицательно, на что Ева спрашивает: «Ты уверена?».
Испуганная Сусана идёт в комнату и смотрит на картину с изображением молодой Пилар, после чего та атакует девушку в ванной. В панике Сусана пытается покинуть квартиру, но Пилар с помощью телекинеза обездвиживает её на полу. Пилар открывает рот и переносит свою душу в тело девушки. Сусана, одержимая Пилар, идёт к картине, где теперь изображена она. Затем появляется Ева, оказавшейся той самой молодой женщиной, в теле которой находится душа Хулиты. Девушки нежно гладят друг друга и уходят из квартиры, оставляя тело Пилар на кухне.

## В ролях
- Альмудена Амор — Сусана[2]
- Вера Вальдес — Пилар[3]
- Карина Колокольчикова — Ева[4]

## Производство
Фильм был произведён компанией Apache Films совместно с Atresmedia Cine (подразделением компании Atresmedia) и Sony Pictures International Productions. Над проектом также работала Les Films du Worso при участии Amazon Prime Video. Финансированием фильма занимались Eurimages и ICAA.
Продюсером выступил Энрике Лопес Лавинь. Режиссёром фильма был назначен Пако Пласа, а обязанности сценариста взял на себя Карлос Вермут. За операторскую работу отвечал Даниэль Фернандес Абельо, а партитуру написала Фатима Аль-Кадири.
Съёмочный процесс первоначально стартовал в феврале 2020 года, однако был прерван из-за начавшейся пандемии COVID-19. В итоге съёмки возобновились в Мадриде и Париже в июне 2020 года, завершившись спустя 7 недель в начале августа.

## Релиз
Фильм участвовал в официальном отборе 69-го Международного кинофестиваля в Сан-Себастьяне. Премьера состоялась 22 сентября 2021 года на 6-й день смотра. Также фильм был показан на 54-м кинофестивале в Сиджесе. Кинотеатральный релиз в Испании был изначально запланирован на 22 октября 2021 года, но был два раза отложен из-за пандемии COVID-19. В итоге он был выпущен 28 января 2022 года и собрал полмиллиона евро в премьерные выходные (лучший кассовый дебют за вышеупомянутую неделю), став самым кассовым испанским фильмом 2022 года на внутреннем рынке за 8 недель проката с 1,8 млн евро. 25 марта 2022 года фильм стал доступен на сервисе Amazon Prime Video. Дистрибьютором киноленты во Франции выступила компания Wild Bunch, где она вышла 6 апреля 2022 года.

## Отзывы
Андреа Г. Бермехо из Cinemanía оценила фильм в 4 из 5 звёзд, похвалив работу Пласы и Вермута.
Ракель Эрнандес Лухан из HobbyConsolas оценила фильм в 67 баллов из 100 («приемлемо»), посчитав его достойным внимания, а также похвалил декорации, игру актёров, партитуру и дизайн, при этом подметив, что кинолента сама раскрывает свой главный поворот сюжета во вступлении, чем портит впечатление от просмотра.
Жорди Баттле Каминаль из Fotogramas поставил фильму 4 из 5 звёзд, похвалив мизансцены и «образцовое использование» места происходящих событий, но негативно оценив «спорную» и «излишне причудливую» развязку.